# Madraça de Granada
O Palácio da Madraça (em castelhano: Palacio de la Madraza), também conhecido como Madraça de Granada, Iuçufia e Casa da Ciência é um palácio de Espanha, situado no centro da cidade de Granada, frente à Capela Real e próximo do Palácio Episcopal. A madraça de Granada foi a primeira universidade de Granada, inaugurada, em 1349, pelo sultão nacérida Iúçufe I.
Situada na actualmente designada Calle Oficios, a madraça encontrava-se num dos sítios privilegiados da cidade, junto da Mesquita Maior. Entre os seus professores, podem destacar-se ibne Fajar, ibne Lube, ibne Marzuque, Almacari e ibne Alcatibe, entre outros. Entre os seus alunos mais famosos conta-se o poeta ibne Zanraque. Entre outras matérias, leccionava-se ali direito, medicina e matemáticas.

## História

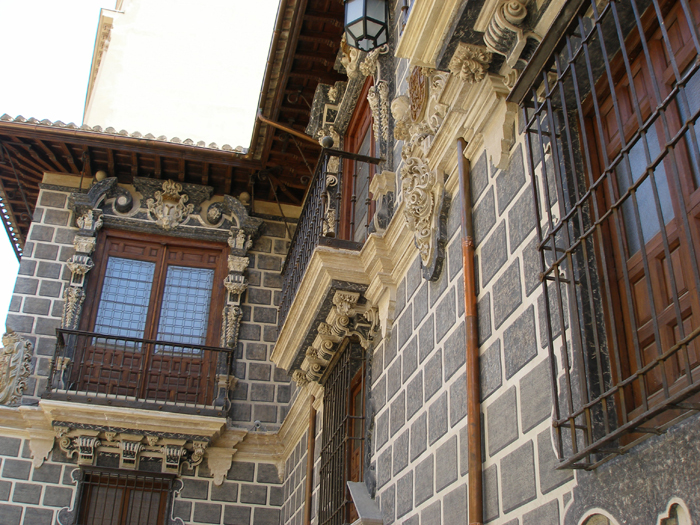
Detalhe da fachada

A madraça foi fundada pelo sultão Iúçufe I do Reino Nacérida de Granada, em 1349. Funcionou como universidade até 1499 ou início de 1500, pois nas capitulações que se seguiram à conquista da cidade pelos Reis Católicos, consta que a madraça continuava a funcionar como tal. Porém, em 1499, com a chegada a Granada de Gonzalo Jiménez de Cisneros, a política de tolerância e cumprimento das capitulações que havia sido desenvolvida pelo Arcebispo Hernando de Talavera foi substituída pela cristianização e europeização. Esta nova política levou à sublevação dos granadinos, concentrados sobretudo no Albaicín. A situação foi aproveitada por Cisneros para assaltar a madraça, cuja biblioteca foi levada para a Plaza de Bib-Rambla e queimada numa fogueira pública. Uma vez espoliado e encerrado, o edifício foi doado por Fernando II de Aragão, em 1500, para o cabildo (município), passando a desempenhar as funções de Casa do Cabido até ao século XIX.
Actualmente o palácio faz parte da Universidade de Granada, encontrando-se no seu interior as instalações da Faculdade de Letras[carece de fontes?] e acolhendo, também, uma Academia de Belas Artes que realiza ali exposições ocasionais. Entre 2006 e 2007, o palácio foi profundamente restaurado, tendo-se realizado, igualmente, uma escavação arqueológica do mesmo. Depois de aberto ao público, passou a ser um dos edifícios emblemáticos da universidade.

## Arquitectura
A sua arquitectura, como todas as obras de Yusuf I, era esplendorosa, com portal de mármore branco, cujos restos se conservam no Museu Arqueológico de Granada. O edifício estava organizado a partir dum tanque central. No entanto, o edifício passou por tantas alterações arquitectónicas que é difícil acreditar que, em tempos, foi uma madraça, em estilo mourisco, fundada no século XIV.

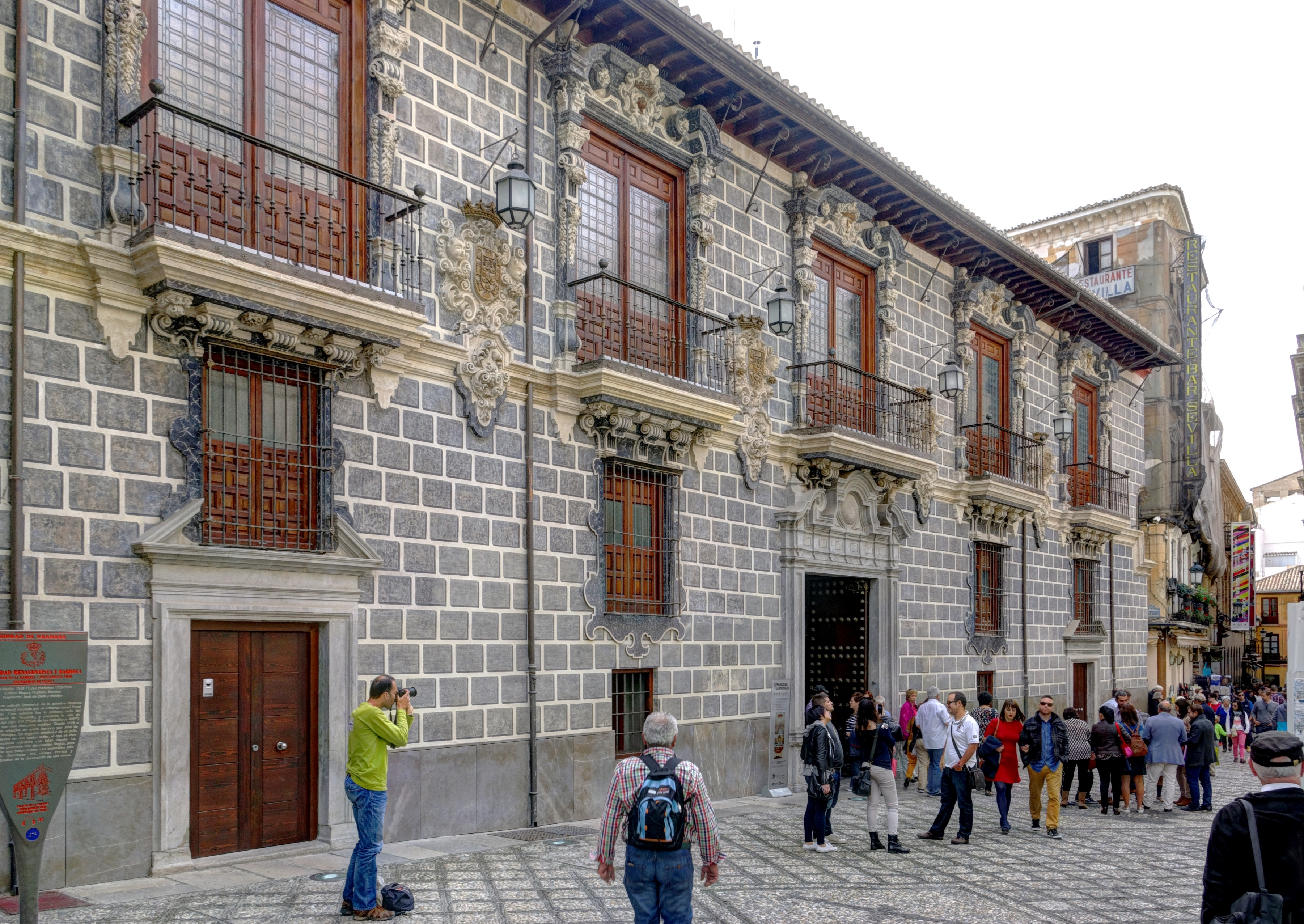
Fachada do Palácio da Madraça, Granada, em cujo interior funcionou uma escola corânica nacérida

A fachada original era feita de mármore e apresentava inscrições em árabe com teorias científicas e filosóficas. Entre os poemas que a decoravam, podia ler-se: "Se no teu espírito tem assento o desejo do estudo e de sair da ignorância, é aí que está a bela árvore de honra. Faz o estudo brilhar como estrelas os grandes, e aos que não o são eleva-os a igual iluminação".
Durante o horário de expediente é possível entrar livremente no palácio. Apesar de apenas se poder aceder a uma pequena sala através dum portal, o seu interior é tão ricamente decorado que atrai muitos turistas. As portas de madeira são intrincadamente entalhadas e o arco mourisco da entrada é decorado com belos ornamentos. Na pequena sala de orações é possível ver o mirabe magnificamente decorado.